# Bon Secour
Bon Secour es una comunidad no incorporada en el Condado de Baldwin, Alabama, Estados Unidos. Se encuentra a lo largo de la costa este de la bahía de Bon Secour (una bahía contigua que se encuentra a lo largo del borde este de la bahía de Mobile). Bon Secour está a más de 35 millas (56,3 km) al este de la línea estatal de Alabama-Misisipi, cerca de Gulf Shores, y más de 45 millas (72,4 km) al oeste de Pensacola, Florida. El nombre "Bon Secour" deriva de la frase francesa que significa "puerto seguro" debido a la ubicación aislada en la costa interior de la península de Fort Morgan en el sur de Alabama.
Bon Secour se encuentra en una elevación de 10 pies (3 m) sobre el nivel del mar. El sistema fluvial del estuario desemboca en la bahía de Bon Secour en Mobile Bay.
La población estimada de la ciudad es de 743 habitantes en 2010, frente a 302 habitantes en 2000. Sin embargo, desde el huracán Iván, los desarrollos de viviendas unifamiliares y la población han seguido creciendo. Es parte del área micropolitana de Daphne-Fairhope-Foley .
Bon Secour a veces se menciona en las estadísticas del informe de huracanes, para la región, ya que Bon Secour es la ciudad más al este dentro de la costa de la bahía de Mobile cuando se ingresa a la bahía desde el sur, lo que indica las condiciones climáticas y de marea para la población en el extremo sureste de la bahía de Mobile, más cercana a la entrada al Golfo de México. Por el contrario, Mobile, Alabama se encuentra cerca del extremo norte (diagonalmente opuesto) de la bahía, mucho más lejos de la marea del Golfo y las marejadas ciclónicas.

## Geografía
Bon Secour se encuentra en las coordenadas 30°27′56″ N, 87°45′13″ O (30.465497, -087.753507).
La ciudad tiene una superficie total de 3,4 millas cuadradas (8.7 km²), aunque se encuentra a lo largo del río y la bahía Bon Secour.

## Demografía
La población estimada de la ciudad en 2010 es 743 habitantes, de acuerdo con el censo de los Estados Unidos de 2010. Según el Censo del 2000, había 302 habitantes viviendo en el código postal 36511. La densidad de población es de 88,8 habitantes por milla cuadrada (34,7/km²). Había 148 unidades de vivienda en una densidad media de 43,5 por milla cuadrada (17,1/km²). La composición racial del área del código postal fue 96,4% de blancos, 1,7% de nativos americanos, 0,3% de otras razas y 1,7% de dos o más razas. 1% de la población eran hispanos o latinos de cualquier raza.
La media de edad fue de 37,0 años, y por cada 100 mujeres hay 88,8 hombres.